# Бронепалубни крайцери тип „Чжиюан“
Чжиюан (на китайски: 致遠 или на английски: Zhiyuan или Chih Yuen') са серия от два бронепалубни крайцери 3-ти ранг. Построени са във Великобритания в елсуикската корабостроителница на фирмата Armstrong Whitworth („Армстронг“) със съдействието на фирмата Мичъл, за ВМС на Императорски Китай. Имат активно участие в първата японо-китайската война.

## Представители
„Чжиюан“  (Chih Yuan). Заложен на 20 октомври 1885 г. Спуснат на вода на 29 септември 1986 г. Влиза в строй на 23 юли 1887 г.
„Чингъюан“ или „Цзинъюан“ (Ching Yuan, King Yuan). Заложен на 20 октомври 1885 г. Спуснат на вода на 14 декември 1886 г. Влиза в строй на 9 юли 1887 г.

## Описание на конструкцията
Корабите са типични елсуикски крайцери, британска постройка със сравнително малък тонаж (2,3 хил. тона). Корпусът е стоманен, разделен от надлъжни и напречни водонепроницаеми прегради. Палубата е с невисоки полубак и полуют. Силуетът е лаконичен, без надстройки, един носов мостик. Един комин, две мачти с бойни марсове. Двойно дъно, нос усилен с мощен щевен за таран. Две парни машини, хоризонтални, с тройно разширение и сумарна мощност от 7 хил. к.с., максимален ход от 18,5 възела. Защитата на кораба е изпъкнала бронирана палуба с дебелина 2-дюйма (по скосовете – 4 дюйма), а също и въглищни бункери, разположени надлъжно на бордовете почти по цялата дължина на съда. Вертикалното брониране е ограничено до рубката и защита на оръдията.
Основното артилерийско въоръжение е нехарактерно за елсуйкските крайцери. Главният калибър са три 21 сантиметрови оръдия на фирмата „Круп“ (Германия). Две от тях са сдвоени на носа във въртяща платформа, закрити от три страни с бронирани щитове; третото оръдие стои на кърмата също на въртяща се платформа зад щитове. Механизмите за насочване и зареждане на оръдията на главния калибър са хидравлични. Допълнителното въоръжение са две 6-дюймови оръдия на фирмата „Армстронг“, поставени по центъра на корпуса зад щитове по едно на борд на изнесени спонсони. Така корабът може да води огън право по курса и по борда от четири оръдия, а по кърмата – от три.
Освен това всеки от крайцерите има осем 6-фунтови (57 mm) скорострелни оръдия и шест митральози „Гатлинг“. Минното въоръжение е съставено от четири торпедни апарата, в т.ч. един, поставен на носа над форщевена.

## Оценка на проекта
Преди началото на японо-китайската война от 1894 – 1895 г. „Чжиюан“ и „Чингъюан“ са най-добрите крайцери на императорския флот на Китай и, по-същество, са единствените китайски кораби, способни на пълноценни крайцерски операции. Въпреки това, поставянето по настояване на поръчителите на неголям кораб на три тежки големокалибрени оръдия при наличие само на две оръдия среден калибър фактически превръща крайцерите в бързоходни канонерски лодки. По този показател крайцерите от типа „Чжиюан“ сериозно отстъпват на японските бронепалубни крайцери, въоръжени с многобройна артилерия среден калибър.

## История на службата
През 1888 г. „Чжиюан“ и „Чингъюан“, заедно с построените в Германия крайцери „Лайюан“ и „Цзинюан“ под общото командване на инструктора на ВМС на Китай британския капитан У.Ланг, пристигат на мястото на службата и са разпределени в северния Бейянския флот (Бейянския ескадра) под командването на адмирал Дин Жучан.
По време на японо-китайската война, в състава на Бейянския флот „Чжиюан“ и „Чингъюан“, участват в решаващото морско сражение до устието на река Ялу на 17 септември 1894 г. В началото на сражението, отдалечилия се от двата броненосеца на адмирал Дин, „Чжиюан“ атакува японския щабен кораб „Сайкьо мару“, нанасяйки му ред повреди от 8 и 6-дюймовите си оръдия. Един от 8-дюймовите снаряди минава само на 10 фута (3 метра) от машинното отделение. При попадение в машината „Сайкьо мару“, на която се намира и началника на японския морски щаб Кабаяма, щеше да е обречен.
Скоро китайските крайцери сами са атакувани от „Летящия отряд“ на адмирал Цубоя – бронепалубните крайцери 2-ри ранг: „Йошино“ (флагман), еднотипните „Такачихо“ и „Нанива“, а също и „Акицушима“. Четирите японски кораба кръжат около събралите се заедно шест по-малки китайски крайцера, водейки по тях силна стрелба от скорострелната си артилерия среден калибър. Китайците отговарят с редки изстрели от остарелите си нескорострелни оръдия, без да имат резултатни попадения.
Командирът на „Чжиюан“, капитанДен Шичан, решава да се сближи с вражеските крайцери, но неговия кораб веднага попада под съсредоточения огън на целия „Летящ отряд“. След няколко попадения „Чжиюан“ започва да се накренява на десния борд. Капитан Ден опитва да таранира флагманския крайцер на адмирал Цубоя. „Йошино“ от близка дистанция разстрелва насочилия се към него китайски кораб с осколъчно-фугасни снаряди. В 15.50 в носовата част на „Чжиюан“ прогърмява силен взрив; кърмата се издига във въздуха, оголвайки въртящите се винтове, след което кораба бързо потъва. 215 члена на неговия екипаж загиват. Според една от версиите, непосредствена причина за гибелта на „Чжиюан“ е детонация на носовия торпеден апарат, според друга крайцерът е поразен от 10-дюймов снаряд на „Нанива“ или „Такачихо“, който би могъл да пробие бронираната палуба и да взриви погреб за боеприпаси.
Вторият крайцер, „Чингъюан“ в битката при Ялу се държи от противника на разстояние и почти не взема участие в сражението. Въпреки това, той също попада под обстрел; на крайцера избухва три пъти пожар, които екипажа успява да потуши. На кораба има 2 загинали и 17 ранени. След оттеглянето на японския флот той се присъединява към броненосците на адмирал Дин и заедно с останалите кораби на Бейянската ескадра се връща в Люйшун, а след това в Уейхайуей. През следващата 1895 г. крайцерът участва в битката за Уейхайуей. От залива на Уейхайуей, той противостои на японския флот, обстрелва японските войски по крайбрежието.
На 9 февруари 1895 г. „Чингъюан“ попада под огъня на японска брегова батарея. От попадение на тежък снаряд в крайцера става вътрешен взрив и той потъва в плитководието. Японците след капитулацията на китайския гарнизон не се занимават да възстановяват крайцера, видимо, поради тежестта на повредите.